# 1245 w polityce

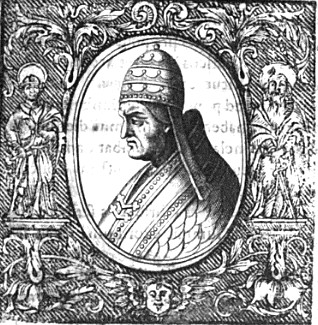
papież Innocenty IV, inicjator Soboru lyońskiego I

Wydarzenia polityczne w 1245 roku.

## Wydarzenia
- 26 czerwca–17 lipca Sobór lyoński I[1][2]. Ogłoszenie nowej wyprawy krzyżowej. Proces i detronizacja cesarza Fryderyka II[1].